# 阿瑞斯足球俱乐部
阿瑞斯足球俱樂部，是希腊塞萨洛尼基的一个足球俱乐部，成立于1914年。球隊現參加希臘足球超級聯賽。
球队得名于希腊神话裏的战神阿瑞斯。球队标志上也有阿瑞斯的画像。

## 荣誉
- 希腊足球超级联赛
  - 冠军：1928, 1932, 1946
- 希腊杯足球赛
  - 冠军：1970

## 外部連結
- （希腊文）（英文）官方網站